# Abia Akram
Abia Akram (nacida hacia 1985) es una activista pakistaní por los derechos de los discapacitados. Es la fundadora del Foro Nacional de Mujeres con Discapacidad en Pakistán, y una figura destacada dentro del movimiento por los derechos de los discapacitados en el país, así como en Asia y el Pacífico.

## Biografía
Abia Akram nació en Pakistán y creció con sus padres y hermanos en Islamabad. Nació con una forma genética de raquitismo, y debido a ello está atada a una silla de ruedas. Comenzó su educación en un centro educativo para personas con discapacidad, antes de empezar a asistir a una escuela ordinaria, de la que se graduó con los máximos honores. 
El tiempo que pasó en la escuela ordinaria le hizo darse cuenta de la falta de conocimientos entre los profesores, y de la importancia de la formación sistemática de éstos. En 1997, se involucró en organizaciones de personas con discapacidad, y fundó el Foro Nacional de Mujeres con Discapacidad, para trabajar por un cambio. Se involucró en Handicap International y fundó el llamado Grupo de Trabajo sobre Envejecimiento y Discapacidad, que es una coalición de doce organizaciones que trabajan por la integración de las preocupaciones sobre el envejecimiento y la discapacidad en las agencias humanitarias. 
Durante las inundaciones de Pakistán de 2010, Akram desempeñó un papel fundamental como coordinadora del Grupo de Trabajo sobre Envejecimiento y Discapacidad para garantizar que la inclusión de la discapacidad formara parte de la respuesta humanitaria de emergencia de la ONU en el país.
Akram es reconocida como una figura destacada dentro del movimiento por los derechos de los discapacitados, tanto en Pakistán como en Asia y el Pacífico. Es la directora y fundadora del Foro Nacional de Mujeres con Discapacidad de Pakistán También es miembro fundador y coordinadora del Programa de Intercambio de Talentos Especiales (STEP) y de la organización Asia Pacific Women with Disabilities United (APWWDU). 
Además, es la presidenta de la Asociación Mundial para los Niños con Discapacidad de UNICEF y la coordinadora de mujeres de la Organización Mundial de Personas con Discapacidad en la región de Asia y el Pacífico. También fue la primera mujer de Pakistán, así como la primera mujer con discapacidad, en ser nombrada coordinadora del Foro de Jóvenes Discapacitados de la Commonwealth.
Obtuvo un máster en Género y Desarrollo Internacional por la Universidad de Warwick (Inglaterra) en 2011. También ha realizado trabajos de investigación en Japón. Fue la primera mujer con discapacidad de Pakistán en obtener una beca Chevening.